# Windows 10 Mobile
Windows 10 Mobile est la version mobile du système d'exploitation Windows 10 développé par Microsoft.
Windows 10 Mobile succède à Windows Phone 8.1, et est conçu pour les smartphones et les tablettes tactiles d'une diagonale d'écran inférieure à 8 pouces, fonctionnant sur les architectures ARM, ainsi qu'IA-32. Windows 10 mobile est disponible depuis le 17 mars 2016 sur certains modèles Lumia.

## Fonctionnalités
Un des aspects les plus importants du système d'exploitation est l'accent mis sur l'harmonisation de l'expérience utilisateur et des fonctionnalités en fonction du dispositif. Sous le concept de Windows App, des applications Windows Runtime, pour Windows 10, peuvent être transférés d'une plateforme Windows à une autre et peuvent partager le même code source (avec des adaptations selon le type de périphérique).
Les notifications sont synchronisées entre les divers appareils grâce à Cortana : dans le cas d'un rejet sur un téléphone mobile, cette même notification sera rejetée sur un ordinateur. De même pour les rappels. Contrairement à la version précédente, cette nouvelle version offre la possibilité d'ajouter un fond d'écran comme arrière-plan, derrière les vignettes.
Skype est intégré à l'application de messagerie, aux côtés des SMS, et ajoute la possibilité de synchroniser avec d'autres appareils. L'application Camera reprend les idées de l'application Lumia Camera et l'application Photos affiche les photos contenus sur l'espace de stockage local et OneDrive.
Le Xbox Live 3.0 (de la Xbox One) est natif sur Windows 10 Mobile, qui intègre la même application UWP Xbox que sur PC Windows 10.

## Évolutions

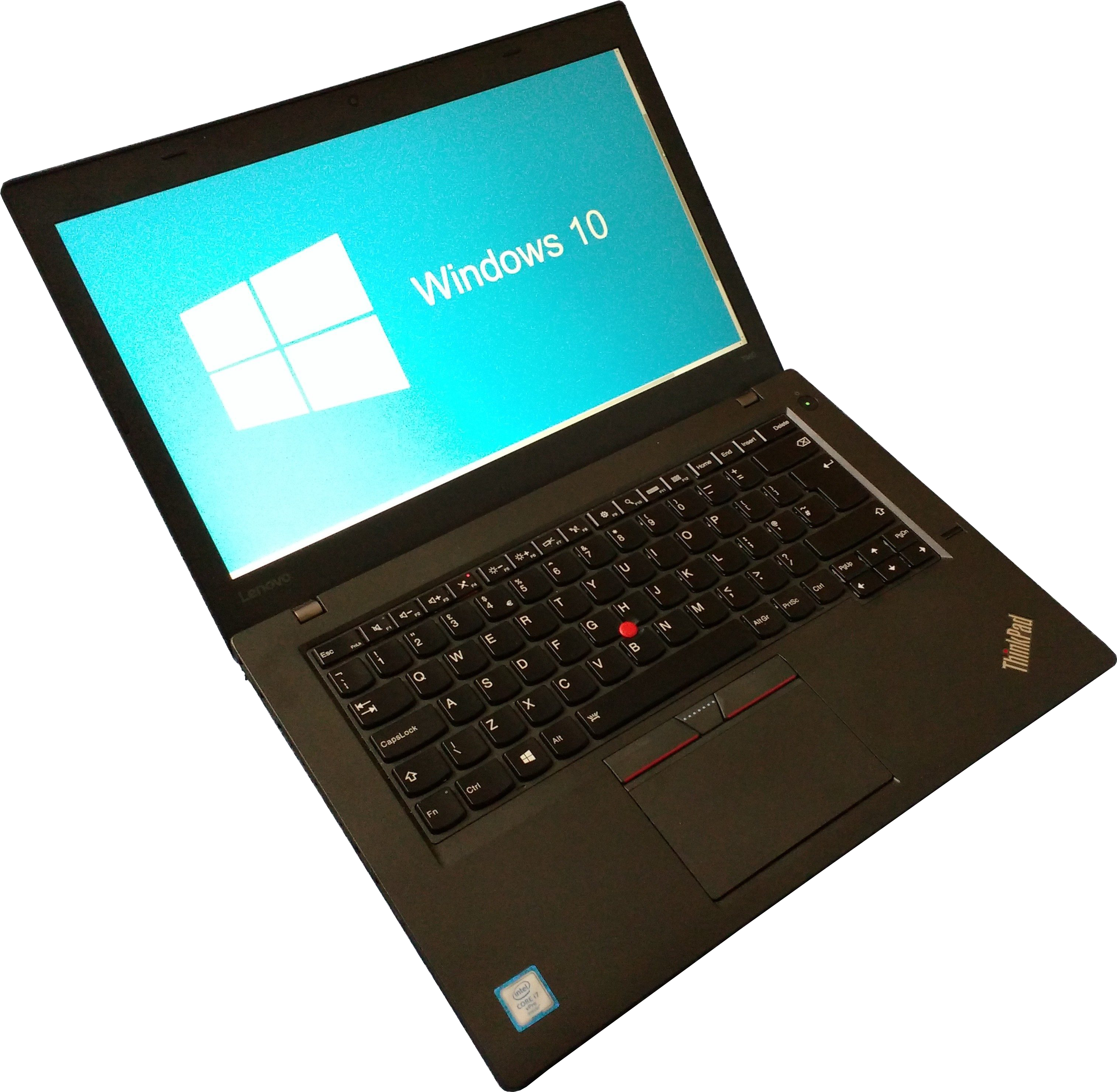
Un Lenovo T460 affichant le logo Windows 10.

Microsoft a annoncé le 9 octobre 2017 que Windows 10 Mobile ne bénéficierait plus de mises à jour de fonctionnalités mais simplement de mises à jour de sécurité. La dernière mise à jour de fonctionnalités date du 17 octobre 2017, sous le nom de Fall Creators Update qui n'est qu'une évolution de la mise à jour Creators Update arrivée sur les smartphones Windows 10 Mobile le 25 avril 2017. Certains modèles Lumia ne pouvaient pas recevoir cette mise à jour, comme le Lumia 535, pourtant éligible depuis les débuts de Windows 10 Mobile. Ce n'est cependant pas une nouveauté : lors de la sortie de Windows 10 Mobile, certains modèles Lumia plus anciens n'étaient pas éligibles, comme le Lumia 520, ainsi que lors de la mise à jour « anniversaire », à l'image de l'Acer Jade Primo.
Cette mise à jour a été la troisième et dernière mise à jour majeure pour Windows 10 Mobile (« Redstone 3 »), avant une éventuelle fusion des systèmes d'exploitation bureau et mobile, capable de fonctionner sur des architectures ARM en utilisant Windows 10 ARM, même si le portage des actuels smartphones sous Windows 10 Mobile ne semble pas prévu.
Le support de Windows 10 Mobile devait se terminer en décembre 2019, mais la date butoir est repoussée en janvier 2020.

## Configuration requise
Les spécifications minimales pour Windows 10 Mobile sont similaires à celles pour Windows Phone 8 : une définition minimum de 800×480 (ou 854×480 dans le cas où les boutons sont gérés par le système) et 512 Mo de mémoire RAM.
Toutefois pour la mémoire, elles dépendent de la définition de l'écran : dans le cas d'une définition supérieure à 960×540, le système nécessite 1 Go de mémoire RAM, 2 Go pour une définition d'écran de 1440×900, 3 Go pour une définition de 2048×1152 et 4 Go pour une définition supérieure ou égale à 2560×2048.